# تاديغوست (تاديغوست)
تاديغوست هي إحدى مشيخات المملكة المغربية، تتبع جغرافيا لإقليم الرشيدية وإداريًا لتاديغوست. يقدر عدد سكانها بـ 4172 نسمة حسب الإحصاء الرسمي للسكان والسكنى لسنة 2004.